# Casa Ferrario
La Casa Ferrario es un edificio histórico de Milán en Italia situado en el nº 3 de la via Spadari.

## Historia
El edificio fue construido entre el 1902 y el 1904 según el proyecto del arquitecto Ernesto Pirovano.

## Descripción
El edificio es uno de los ejemplos de modernismo milanés más relevantes. Se destaca por sus balcones decorados por barandillas de hierro forjado, realizadas por Alessandro Mazzucotelli.